# 基塞利夫卡 (切爾尼戈夫區)
51°32′17″N 31°27′15″E / 51.53806°N 31.45417°E

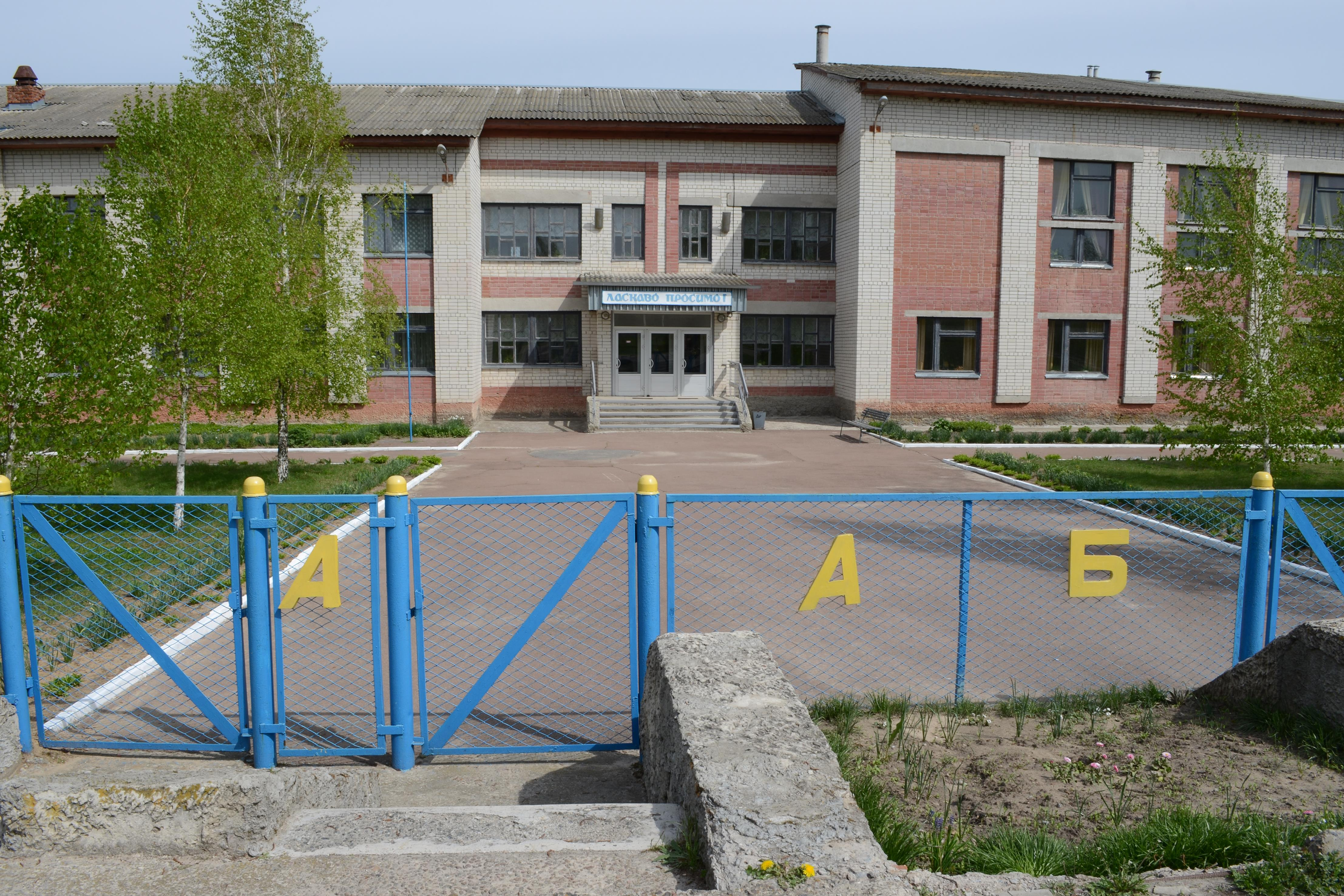
学校

基塞利夫卡（烏克蘭語：Киселівка），是烏克蘭北部切爾尼戈夫州切爾尼戈夫區基塞利夫卡市镇内的村庄及其行政中心。始建於1637年，面積0.69平方公里，海拔高度112米，2001年人口935，人口密度每平方公里1,361人。